# Пантиков, Пётр Петрович
Пётр Петрович Пантиков (1903 год, с. Острога, Тульская губерния — ?) — советский государственный деятель, председатель Краснодарского крайисполкома (1948—1954).

## Биография
Родился в семье рабочего. Работал на Мытищинском вагоностроительном заводе учеником, а затем подручным слесаря (1913—1917). После Великой Октябрьской социалистической революции работал уполномоченным Каширского уездного продовольственного комитета токарем, оттуда был послан на учёбу в Московскую трехмесячную школу трактористов-механиков.
Член РКП(б) с 1925 г. Окончил Всесоюзную сельскохозяйственную академию имени К. А. Тимирязева. Кандидат сельскохозяйственных наук.
- 1923—1926 гг. — на комсомольской работе, инженер-механик совхоза имени И. В. Сталина (Северо-Кавказский край)
- 1931—1934 гг. — заместитель по научной части директора Северо-Кавказского отделения Всесоюзного НИИ механизации и электрификации сельского хозяйства,
- 1934—1947 гг. — научный руководитель отдела механизации, директор Всесоюзного научно-исследовательского института табака и махорки (Краснодар),
- 1947—1948 гг. — заместитель председателя исполнительного комитета Краснодарского краевого Совета,
- 1948—1954 гг. — председатель исполнительного комитета Краснодарского краевого Совета.
- 1954—1958 гг. — заместитель министра совхозов РСФСР.

Автор 18 печатных научных работ по вопросам механизации сельского хозяйства.
Депутат Верховного Совета СССР 2 и 3 созывов. Избирался депутатом Верховного Совета РСФСР.